# Vene sacrale laterale
Venele sacrale laterale însoțesc arterele sacrale laterale pe suprafața anterioară a sacrului și se termină în vena iliacă internă.

## Imagini suplimentare

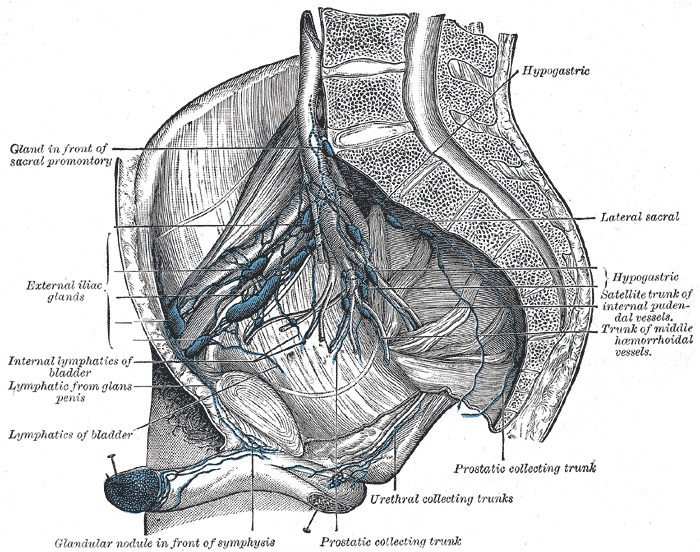
Glande Iliopelvice (vedere laterală).